# 단검

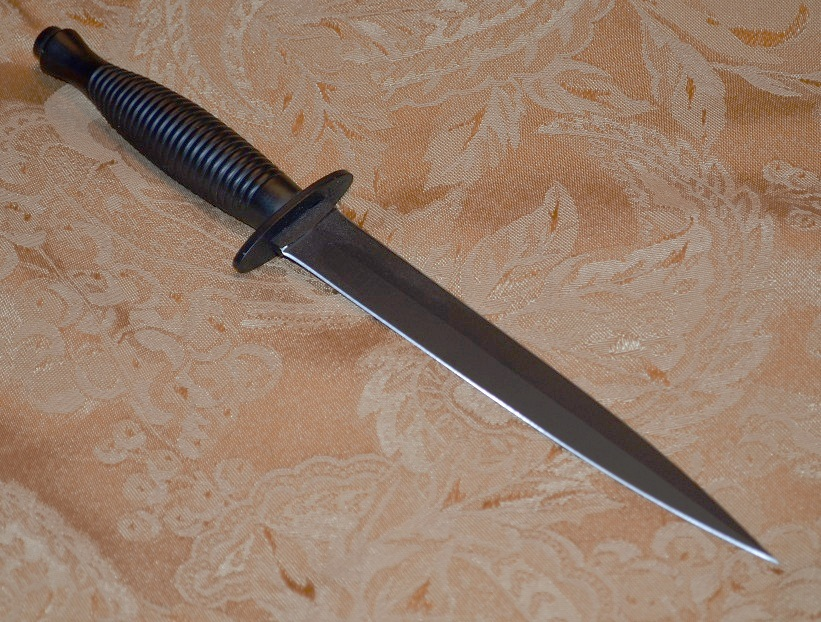
페어베른 - 사이크스 전투용 칼, 현대식 단검

단검(短劍, 영어: dagger 대거[*])은 길이 10 ~ 50cm 정도의 짧은 검이다.60cm의 단검도 있다.

## 같이 보기
- 단검 목록